# Lisky (rejon izmailski)
Lisky (ukr. Ліски) – wieś na Ukrainie, w obwodzie odeskim, w rejonie izmailskim. Miejscowość etnicznie bułgarska.
W 2023 liczyła 1600 mieszkańców.